# Захват заложников в колонии ЯК 7/5
Захват заложников в колонии ЯК 7/5 17 июня 1994 года — события, произошедшие 17 июня 1994 года в исправительной колонии строгого режима № 5 российского города Пензы, в ходе которых двое заключённых, вооружённых шестью боевыми гранатами Ф-1, проникли в медицинскую часть учреждения, и осуществили захват заложников — двух врачей и трёх медсестёр. Выдернув чеки из гранат преступники потребовали предоставить им автобус для выезда в аэропорт города Пензы и вертолёт, чтобы вылететь в Чеченскую Республику. В ходе операции по освобождению заложников был смертельно ранен майор внутренней службы Александр Сергеев.

## Захват заложников
17 июня 1994 года около 11 ч. 00 мин. в медчасть колонии строго режима № 7/5 г. Пензы ворвались заключенные С. Бараев и Р. Богодуров, осужденные за хищения в особо крупных размерах. Угрожая персоналу медчасти боевыми гранатами Ф-1, они объявили трех медсестер и двух врачей заложниками. Заключенные выдернули предохранительные чеки и потребовали предоставить им автобус для выезда в аэропорт г. Пензы, а также вертолёт, чтобы вылететь в Чеченскую Республику.
О случившемся немедленно доложили в УИН Пензенской области полковнику внутренней службы В. В. Хаустову, который выехав на место и изучив обстановку распорядился доложить о произошедшем руководству УВД Пензенской области.
Напрямую связаться с руководством УВД возможности не было, поскольку в этот момент шло расширенное заседание коллегии с участием представителей всех силовых структур региона. По получении информации совещание было прервано, а представители власти выехали на место происшествия.

## Переговоры с преступниками
Начальнику колонии В. К. Чернову было приказано для связи с осужденными непрерывно находиться у окна медчасти и вести с ними переговоры. Окно было открыто, за железной решеткой затянуто сеткой от комаров, нижний угол которой был отогнут. Начальник УИН Пензенской области А. В. Иванов, начальник колонии, оперативные работники предлагали себя в заложники вместо захваченных женщин. Однако бандиты со словами: «Вы не переживайте, мы всех вас заберем с собой» от этого предложения отказались.
Переговоры с бандитами продолжались несколько часов. В них приняли участие: начальник УВД генерал-майор милиции А. И. Пронин, прокурор Пензенской области В. Ф. Костяев, начальник УИН Пензенской области А. В. Иванов, начальник колонии В. К. Чернов, представители городской власти, командир роты охраны капитан Карагишев. Однако результата не было. Требования преступников становились всё более жесткими, кроме всего прочего они потребовали бронетранспортер и оружие, пригрозив через каждые пять минут выбрасывать по одному трупу .
На завершающем этапе переговоров от министра внутренних дел Российской Федерации В. Ф. Ерина поступило сообщение, что помощи из Москвы не будет, а силовую операцию необходимо проводить своими силами и только в пределах колонии.

## Подготовка к штурму
В ходе подготовки к операции рассматривалось три варианта. Первый вариант — штурм комнаты санчасти. Второй — захват при посадке в автобус. Третий — захват при посадке в вертолёт. Некоторые присутствовавшие в штабе предлагали четвёртый вариант — дать преступникам вертолёт и отправить куда они захотят. Принимая во внимание указание министра внутренних дел Российской Федерации В. Ф. Ерина, в штабе было принято решение действовать по первому варианту..
Осужденных было хорошо видно в окне, но принимать против них какие-либо меры было опасно, поскольку взрыв мощной гранаты в закрытом помещении неизбежно повлек бы за собой человеческие жертвы. Однако в процессе переговоров начальник колонии В. К. Чернов обратил внимание, что один из бандитов, разговаривавший с ним, несколько раз переложил гранату из одной руки в другую. Как впоследствии выяснится, спусковые рычаги взрывателей гранат были перетянуты резинками .

## Штурм
Штурмовая группа во главе с майором внутренней службы Александром Сергеевым проникла внутрь помещения через окно второго этажа. Осторожно спускаясь, они достигли первого этажа, ничего не предвещало резкого изменения обстановки. Внезапно у одного из членов отряда сработала рация. Шум встревожил бандитов, которые решили проверить что происходит в коридоре за дверью медчасти. Услышав шум открывающегося внутреннего замка, группа успела заскочить в ближайшую открытую дверь и спрятаться в помещении. В коридоре послышались шаги. Они приближались к двери, за которой находилась штурмовая группа. В дверном проёме показалась рука в белом халате — это оказался один из заложников, которому спецназовцы мгновенно закрыли рот рукой и втащили внутрь помещения .
В это же время из открытой двери медчасти вышел один из осужденных, который заметил спецназовцев. До него было не более 5 метров и Александр Сергеев выстрелом из автомата ликвидировал бандита. Падая, тот выронил из руки гранату, она покатилась по коридору, но не взорвалась, поскольку со спускового рычага не была снята резинка.
Штурмовая группа бросилась в помещение медчасти. Командир группы первым ворвался в комнату и бросился к стоявшему у противоположной стены второму осужденному, который уже успел схватить одну из заложниц и прижать её к себе. Александр Сергеев ударил его прикладом автомата по голове и вырвал заложницу. От удара преступник ослабил хватку гранаты, послышался характерный щелчок, но в эти четыре секунды спецназовцы буквально вышвырнули всех заложников из помещения. Александр Сергеев закрыл собой находившихся сзади бойцов и заложников. Раздался взрыв .

## Последствия
Заложники были спасены. Один преступник — убит, второй — скончался по пути в больницу. Осколочные ранения получили двое бойцов спецназа. Майор внутренней службы Александр Сергеев получил тяжелое ранение в голову. Трое суток врачи боролись за его жизнь, но спасти его не удалось. За мужество и самоотверженные действия при спасении жизни людей Александру Сергееву Указом Президента России присвоено звание Героя Российской Федерации (посмертно). Наличие у штурмовой группы бронешлемов с забралом типа К6-3 могло спасти жизнь Александра Сергеева.